# Eugène-Maurice de Savoie-Carignan
 (janvier 2022).
Si vous disposez d'ouvrages ou d'articles de référence ou si vous connaissez des sites web de qualité traitant du thème abordé ici, merci de compléter l'article en donnant les références utiles à sa vérifiabilité et en les liant à la section « Notes et références ».
Eugène-Maurice de Savoie dit de Savoie-Carignan, né à Chambéry le 3 mai 1633, mort à Unna en Westphalie le 6 juin 1673, est comte de Soissons et de Dreux de 1656 à 1673 et nommé duc de Carignan  en 1662.

## Biographie

### Origines
Eugène-Maurice de Savoie est né le 3 mai 1633. Le Dizionario Biografico degli Italiani mentionne le 2 mai dans sa notice. Il est le fils de Thomas de Savoie, prince de Carignan, et de Marie de Bourbon, comtesse de Soissons.

### Carrière religieuse
En 1645, il est abbé commendataire du prieuré de Talloires. Le pape Innocent X lui concède, par lettres du 5 mars 1649, l'abbaye Saint-Pons de Nice.
En janvier 1656, alors qu'il est encore clerc tonsuré et qu'il n'a toujours pas reçu les ordres, il renonce à sa carrière religieuse.

### Carrière militaire
Colonel général des Cent-Suisses et Grisons le 18 novembre 1657, il est 12e gouverneur le 20 mars et sénéchal du Bourbonnais du 21 juin 1659 au 13 mars 1660, 19e gouverneur de Champagne  du 25 juin  au 23 aout 1660, et il est également ambassadeur en Angleterre en octobre 1660. Duc de Carignan en juillet 1662 et lieutenant-Général 15 avril 1672.

### Mort et sépulture
Eugène-Maurice de Savoie meurt à Unna en Westphalie, le 6 juin 1673.
À sa mort, son corps est déposé dans le tombeau familial de l'église de la chartreuse Notre-Dame de Bonne-Espérance, proche de Gaillon.

## Famille

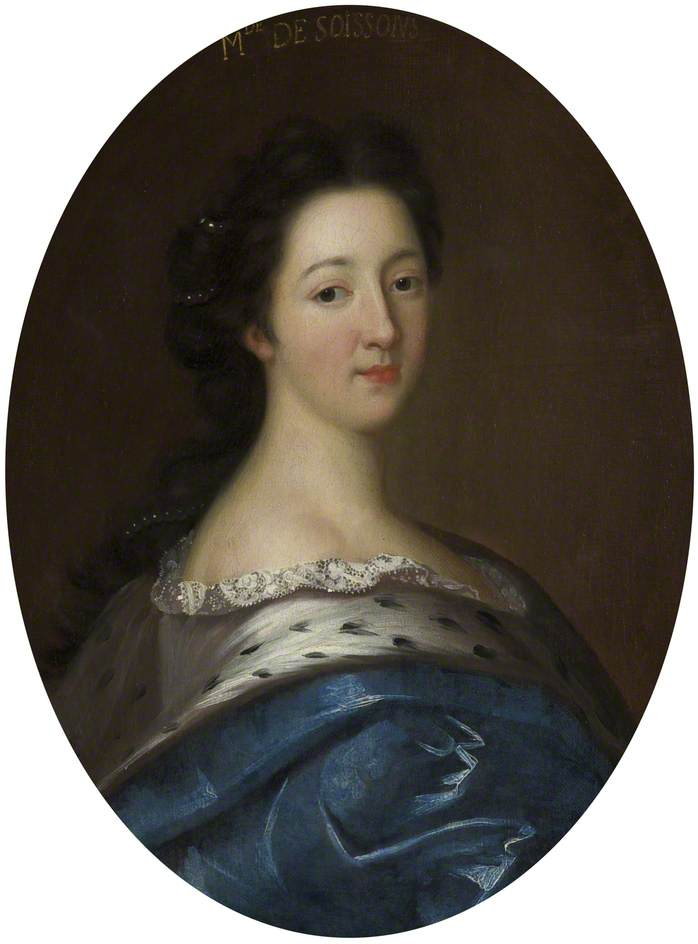
Sa fille Mademoiselle de Soissons par Pierre Mignard.

Eugène-Maurice de Savoie épouse à Paris le 21 février 1657 Olympe Mancini (1640-1708), fille de Michele Mancini et de Geronima Mazzarini, et nièce du cardinal Mazarin. Ils eurent :
1. Louis-Thomas (1657-1702), comte de Soissons.
2. Philippe de Savoie (1659-1693), abbé de l'abbaye Saint-Pierre de Corbie.
3. Louis-Jules (1660-1683), dit le Chevalier de Savoie, tué à la bataille Petronell-Carnuntum.
4. Emanuel-Philibert (1662-1676), comte de Dreux.
5. Eugène (1663-1736), le prince Eugène, général des armées impériales
6. Marie-Jeanne (1665-1705), mademoiselle de Soissons.
7. Louise-Philiberte (1667-1726), mademoiselle de Carignan.
8. Françoise (1668-1671), mademoiselle de Dreux.